# Sonic Flower Groove
Sonic Flower Groove è il primo album discografico del gruppo musicale britannico Primal Scream, pubblicato nel 1987.

## Il disco
Si tratta dell'unico disco dei Primal Scream a cui partecipa il fondatore del gruppo Jim Beattie (accreditato con il nome Jim Navajo). L'album ha raggiunto la posizione #62 della Official Albums Chart. Poco dopo la pubblicazione di questo album, il gruppo si è sciolto, anche se il cantante Bobby Gillespie ha poi rifondato la band con Andrew Innes e Robert "Throb" Young.
Mayo Thompson (Red Krayola) è il produttore dell'album.
La versione giapponese del disco comprende 5 bonus track: Black Star Carnival, I'm Gonna Make You Mine, Star Fruit Surf Rider, So Sad About Us e Imperial (Demo).

## Tracce
Tutte le tracce sono state scritte da Bobby Gillespie e Jim Beattie
1. Gentle Tuesday – 3:49
2. Treasure Trip – 3:15
3. May the Sun Shine Bright for You – 2:41
4. Sonic Sister Love – 2:36
5. Silent Spring – 3:52
6. Imperial – 3:38
7. Love You – 4:45
8. Leaves – 3:32
9. Aftermath – 2:47
10. We Go Down Slowly Rising – 3:23

## Formazione
- Bobby Gillespie – voce
- Jim Beattie (accreditato come Jim Navajo) - chitarra a 12 corde
- Andrew Innes - chitarra
- Robert Young – basso
- Martin Duffy – piano
- Dave Morgan - batteria
- Francis Sweeney - viola
- Pat Collier - ingegnere